# Omnipol
Omnipol a. s. je česká firma, známá především jako jeden z nejvýznamnějších obchodníků s moderními technologiemi, obrannou a bezpečnostní technikou, zvláště v oblasti průzkumných a elektronických systémů, v České republice.
Firma byla založena v roce 1934 pro zajištění barterových obchodů s výrobky koncernu Škoda Plzeň. Od druhé poloviny 50. let zajišťovala přes Podnik zahraničního obchodu nákup a prodej komodit pro letecký průmysl, ale také loveckých a sportovních zbraní. Později pro komunistickou vládu zajišťovala širokou škálu vojenského materiálu. Od počátku 90. let rozšířil obchodní nabídku od vývozu a dovoz vojenské a letecké techniky až po financování stavby bioplynových stanic nebo vývoz potravinářských a strojírenských zařízení.
V roce 1996 firmu ovládl Chemapol Group. V roce 1998 firmu ovládl podnikatel Richard Háva, který se z ní stáhl v roce 2008, když po 29% podílu získali jeho synové Petr a Martin.
Skupinu OMNIPOL tvoří výrobci unikátních pasivních a aktivních radiolokačních systémů ERA Pardubice, výrobní společnost MESIT sídlící v Uherském Hradišti a výrobce letounů L-410 NG, společnost Aircraft Industries se sídlem v Kunovicích.
OMNIPOL se rovněž stal v roce 2015 strategickým partnerem a finančním investorem v projektu vývoje nového letounu L-39 NG, který vyrábí AERO Vodochody AEROSPACE a.s. V této společnosti pak v roce 2021 získala skupina OMNIPOL i 25% podíl.